# Малоказённый
Малоказённый — упразднённый посёлок в Алтайском крае России. Входил в Затонского поссовета городского округа город Барнаул. Исключён из учётных данных в 1989 году.

## География
Располагался на южной оконечности так называемого бывшего Малого Казённого острова, образованного рекой Обь и старицой Талая в месте пересечения ее трассой Правобережный тракт, на противоположном берегу от Барнаул.

## История
Решением Алтайского КИКа от 23 октября 1989 года № 344/1 населённый пункт, исключён из учётных данных.